# Верхів'я ріки Інгул
Верхі́в'я ріки́ Інгу́л — гідрологічна пам'ятка природи місцевого значення в Україні. Об'єкт розташований на території Кропивницького району Кіровоградської області, поблизу села Петрове. 
Площа — 14 га, статус отриманий у 1997 році.